# ウィリアム・シェイクスピアの綴り

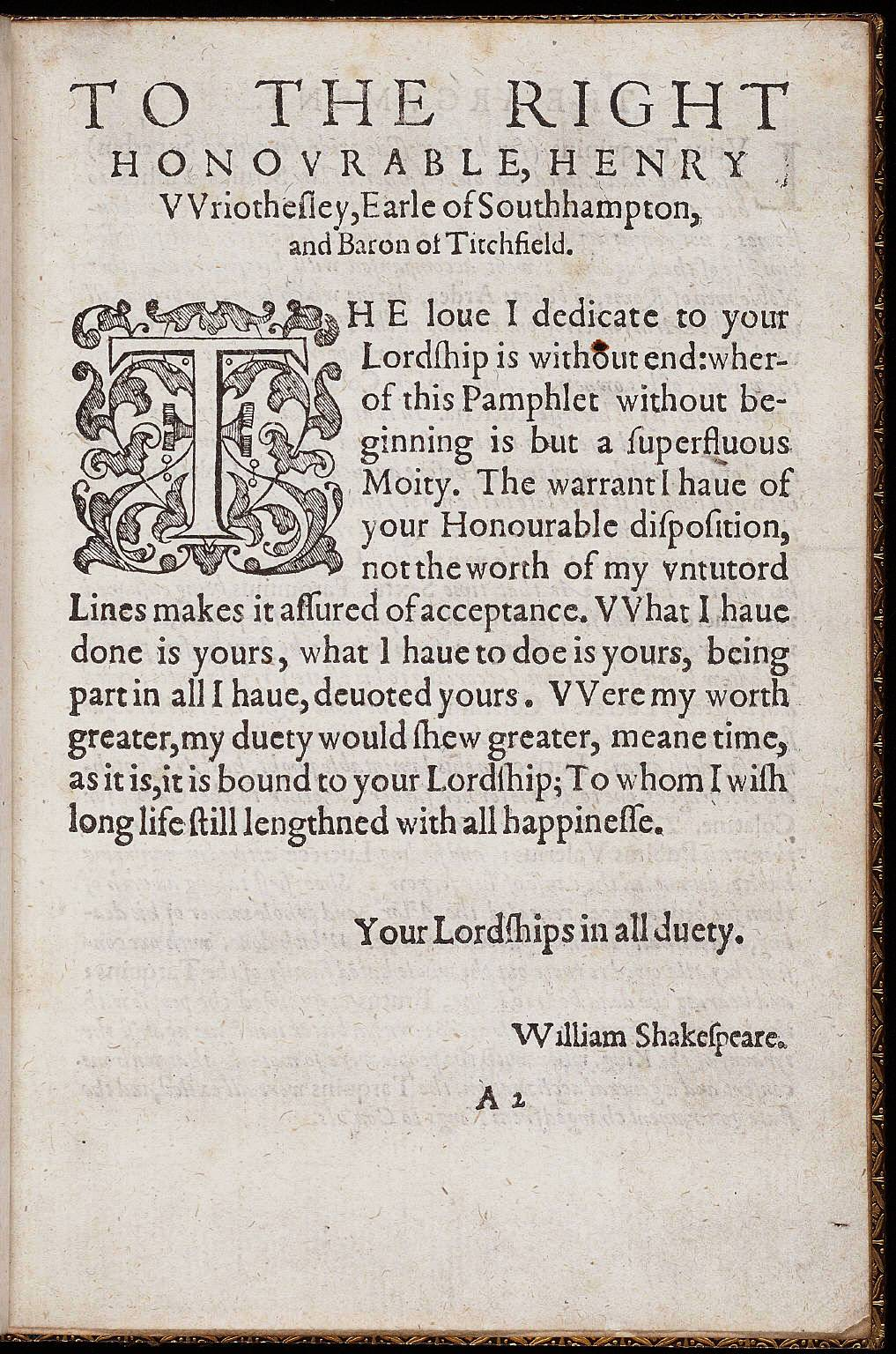
同郷の仲間、リチャード・フィールドが印刷した『ルークリース凌辱』の表紙に印刷されたシェイクスピアの署名

ウィリアム・シェイクスピアの綴り（ウィリアム・シェイクスピアのつづり）は、現代では "Shakespeare" がほぼ定着しているが、過去には様々なものが使われ、時代ごとの流行もあった。シェイクスピアの存命時にすでに綴りの揺らぎがあった。シェイクスピアの死後も様々な形で綴られており、今の形で安定したのは20世紀になってからである。
シェイクスピア存命時に、彼の著作に印刷されていた最も多い綴りは、今と同じ "Shakespeare" であった。しかし、シェイクスピア自身が手書きで書いた署名の綴りはそうではなかった。それでも、1593年の詩集『ヴィーナスとアドーニス』、1594年の『ルークリース凌辱』の初版本の献辞には、署名としてこの綴りが用いられている。また、彼の死後1623年に出版された戯曲集の決定版である『ファースト・フォリオ』でもこの綴りが使われている。
ところが18世紀には "Shakespear" という表記が一般化した。さらに18世紀後半から19世紀初頭にかけて "Shakspeare" にほぼ置き換わり、同時に "Shakspere" が正しいとする勢力もあって、広く議論になった。
19世紀半ばから20世紀初頭にかけては、様々な理由で様々な綴りが使われたが、1860年代にケンブリッジ大学から権威あるシェイクスピア本が出版されると、そこで採用された "Shakespeare" が次第に優勢になった。

## シェイクスピアと同時代の綴り

### シェイクスピアの自筆署名
シェイクスピア自身が書いた署名として6種が現存している。これらは全て法的文書に記されたものである。6種の署名が4つの文書に記入されている。
1. 1612年5月11日付のベロット対マウントジョイ事件の証言録。

2. 1613年3月10日付けのロンドンのブラックフライアーズで家を購入した際の文書。

3. 1613年3月11日付けの同じ家の抵当に関する文書。

4. 1616年3月25日付の最後の遺言書。各ページに1つずつ3種の署名が書かれている。
書かれている署名は次の通り。

1. Willm Shakp

2. William Shaksper

3.  Wm Shakspe

4-1. William Shakspere

4-2. Willm Shakspere

4-3 By me William Shakspeare
当時は署名を簡略化して書くのが一般的であり、例えば同時代の詩人エドマンド・スペンサー (Edmund Spenser) は、多くの場合は略せずに綴っていたが、しばしば省略形の "Ed: spser" や "Edm: spser" を使用していた。
遺言書に記された3つの署名は、18世紀の学者ジョージ・スティーヴンスによって復刻された。家の売却に関する2つの書類は1768年に再発見され、シェイクスピア学者のエドモンド・マローンの所有となった。伝記作家のシドニー・リーは、これら5つの署名の写真を公開した。その後、学者のチャールズ・ウィリアム・ウォレスがベロット対マウントジョイ事件の記録に記されていた署名を発見した。
法律関連作家ウィリアム・ランバードが1568年に出版した Archaionomia の複写にも署名が残されており、これは一般には自筆と考えられ、その署名はにじんでいるものの上の6つの中の1つと同一の "Shaksper" と読める。
その他、フランスの哲学者ミシェル・ド・モンテーニュの英語訳の本の見返しに "Willm. Shakspere" と綴られている例が見つかっており、20世紀後半までは一部の学者もこれを本物と見なしていたが、今ではシェイクスピアの自筆ではないとの考えが主流である。

### 同時代の印刷物の綴り

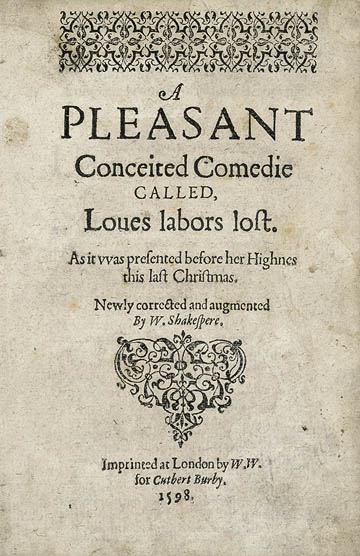
「恋の骨折り損」の1598年のタイトルページの綴りは "Shakeſpere" であり、途中の s が長いsになっている。

シェイクスピア存命時の出版物の内、戯曲は四折版 (Quarto) で出版された。同じ戯曲であっても版数によって微妙な差があるため、後世の研究者は戯曲ごとに出版順にQ1, Q2...、と番号を付けて区別した。この節でもこの記号で説明する。
シェイクスピア最初の作品集『ファースト・フォリオ』が出版される前に、戯曲は述べ58版出版された。その内の20には作者名が書かれていない。
15のタイトルページでは、間にハイフンが入った "Shake-speare" と綴られており、その内の13が『リチャード二世』(Q2 1598, Q3 1598, Q4 1608, Q5 1615)、『リチャード三世』(Q2 1598, Q3 1602, Q4 1605, Q5 1612, Q6 1622)、『ヘンリー四世 第1部』(Q2 1599, Q3 1604, Q4 1608, Q5 1613)という3作品に集中している。残りの2例は『ハムレット』 (Q1 1603) と『リア王』 (Q2 1619)である。1601年の詩集『不死鳥と雉鳩』の末尾や、『ソネット集』の詩「恋人の嘆き」にもハイフン付きの綴りが書かれている。シェイクスピアは俳優としても活動しており、この綴りはベン・ジョンソンの『シジェイナスの失脚』で書かれているキャストリストなどにも書かれている。
ハイフンなしの "Shakespeare"（または長いsを使ったShakeſpeare）という綴りは、58版の内の22版で見られる。『ヴェニスの商人』（1600）、『真夏の夜の夢』（1600）、『空騒ぎ』（1600）、『ウィンザーの陽気な女房たち』（1602）、『ペリクリーズ』（1609）、『トロイラスとクレシダ』（1609）、『オセロ』（1622）の最初の四折判でこのように表記された。『ハムレット』（1604）の四折判第2版でも使われている。また、現在ではシェイクスピアの作ではないと考えられている『サー・ジョン・オールドカースル』第2版（1619）の「作者名」もこの綴りである。また、シェイクスピア作として刊行された詩集『情熱の巡礼者』（1599）もこの綴りである。
『リア王』（1608）の第1四分冊には "Shak‑speare"、『失恋物語』（1598）の第1四分冊には "Shakeſpere" という綴りが見られる。また、『ヨークシャーの悲劇』（1608）の四折版には "Shakſpeare" と書かれているが、これは最初の作品集『ファースト・フォリオ』の後に出版された『二人の貴公子』（1634）の四折版にも見られる綴りである。
シェイクスピア研究家のジェームズ・S・シャピロは、2010年の論文で、"ſ" は植字が困難だったので、その代わりに e を真ん中に付けたり、時にはハイフンでつないだりしたのだ、と論じている。前述した作家デービッド・カスマンは、2つの異なる単語からできた名前は、間にハイフンが入れられる傾向にあると論じている。

## 後世の出版物の綴り

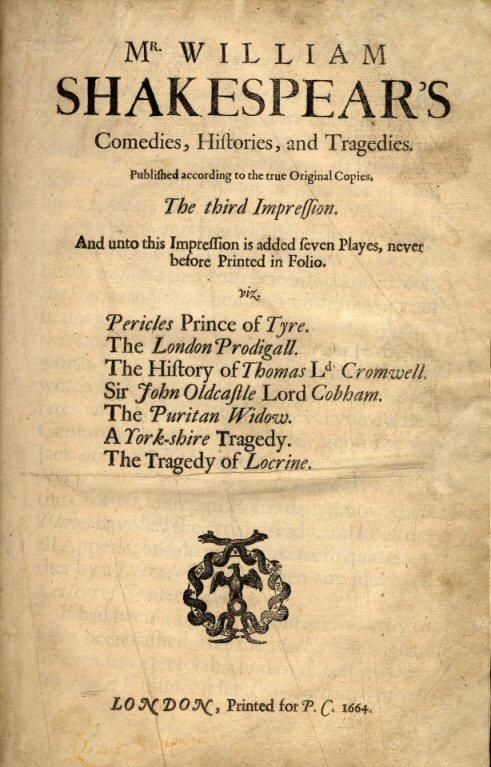
1664年版サードフォリオの追加劇の部分には、英国オーガスタン時代に好まれた綴りが使われている。

シェイクスピアの死後は、当時の綴りの流行や、最も正確だと思われる綴りを採用しようとする試みにより、様々な綴りが採用された。外国語で言及された場合は、さらにさまざまな綴りが使われた。18世紀のフランスの批評家は "Shakpear, Shakespehar, Shakespeart, Shakees Pear" などを使っていたことが知られている。

### Shakespear
"Shakespeare" から "Shakespear"への移行は、1664年にフィリップ・チェトウィンデが出版した『Third Folio』の第2刷で行われた。この本の追加部分のタイトルページに新しい綴りが用いられた。また、王政復古文学期の他の作家、例えばジョン・ダウネスやナホム・テイトもこの綴りを採用している。
これは18世紀前半でも続けられた。シェイクスピアの最初の伝記作家ニコラス・ロウは、著書『Some Account of the Life &c. of Mr. William Shakespear』（1709）とその新版の中で、名前を "Shakespear" と表記している。この綴りは、アレキサンダー・ポープの『シェイクスピア作品集』（1725）やジョージ・スウェルの『ウィリアム・シェイクスピア氏の作品集』でも踏襲された。18世紀中ごろに活躍したウィリアム・ウォーバートンも使っている。
一方で、末尾に "e" を付ける綴りも存続した。例えばポープのライバルであったルイス・セオバードは『Shakespeare Restored』（1726）の中でこの綴りを踏襲し、原作を近代化・簡略化する試みを明確に否定している。サミュエル・ジョンソンなども『ファースト・フォリオ』で使われている従来の綴りを使い続けた。

19世紀になると、新しい "Shakespear" の綴りは廃れていった。それでも、ウィリアム・ヘイズリットは Characters of Shakespear's Plays の中でこの新しい綴りを使い、ジョージ・バーナード・ショーは新しい綴りを強く主張して自身の著作物でもこの綴りを使った。

### 古い綴りへの回帰

#### Shakspeare

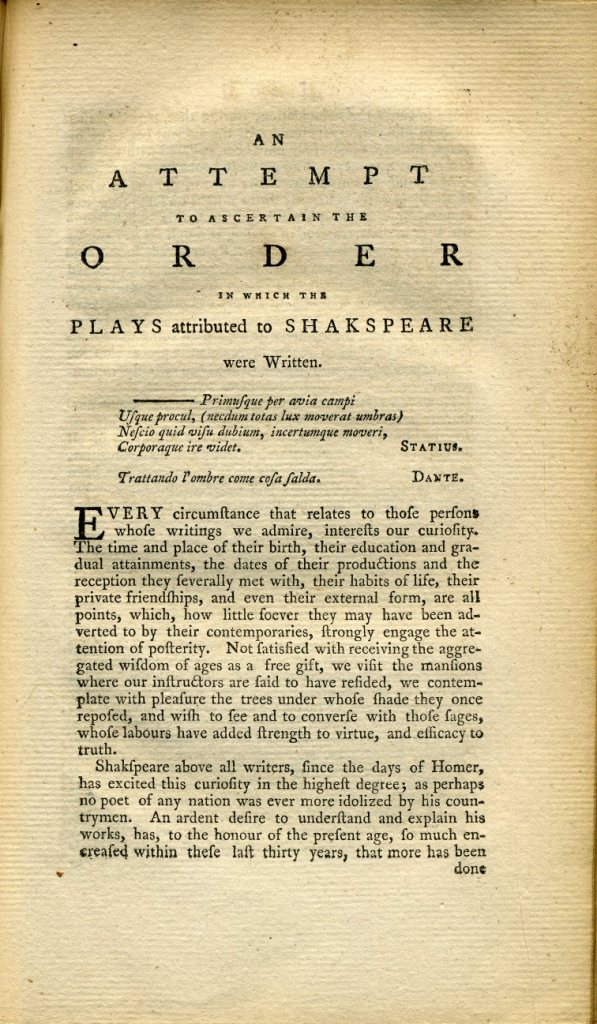
エドモンド・マローンはシェイクスピアの時代に最も一般的だったとして "Shakspeare" という綴りを使った。

18世紀後半に活躍したシェイクスピア学者のエドモンド・マローンは、シェイクスピア時代の原典を直接研究して、"Shakspeare" の綴りが好ましいと結論した。そして1790年に出版した全16巻の劇作家全集などの主要な出版物でもこの綴りを使用した。マローンと同時代のシェイクスピア研究家 ジョージ・スティーブンスもこの綴りを使用した。彼らはこれがシェイクスピアの遺書で最後に使われた綴りであり、シェイクスピアの墓でも使われていることを根拠とした。しかしマローンは、この最後の署名の綴りは不鮮明であり、また、これ以外の署名が "Shakspeare" の "a" を欠いた "Shakspere" であることも認めていた。a を略す習慣は後期ジョージ王朝時代では一般的だった。例えば1840年以前の劇作家の作品の「事実上すべての版」がこの表記を使用している。このため、ドイツの作家 フリードリヒ・シュレーゲルやルートヴィヒ・ティークもこの綴りを使っている。
1845年、古美術商のジョセフ・ハンターは、『シェイクスピアの生涯、研究、著作の図解』を出版して、その中でシェイクスピアの名前の綴りの既知のバリエーションをすべて公表した。彼はシェイクスピアの名前の歴史について当時知られていたことを全て説明し、「シャグパー (Shagsper)」「サクスパー (Saxpere)」といった特殊な例を含めてすべての変種をリストアップした。ハンターは調べた結果とシェイクスピア家とその子孫との関係についても言及したが、そのほとんどはエドモンド・マローンによってすでに確認されていることだった。ハンターは「この名前が書かれた形には限りない多様性があった」として、明確な理由なしに安易に "e" の文字を削除したマローンとスティーブンスを批判した。ハンターはさらに、そもそもシェイクスピアの名前の発音が地元ウォリックシャーと活躍の場ロンドンとで異なっており、地元では「シャクスパー (Mr. Shaxper)」、活躍の場では「シェイクスピア」と呼ばれていたのだろう、と主張した。これに対して後世のカスマンは、異なる発音が存在した可能性はあるものの、綴りが異なっていたからといって発音が異なっていたとは限らないと論じている。

#### Shakspere

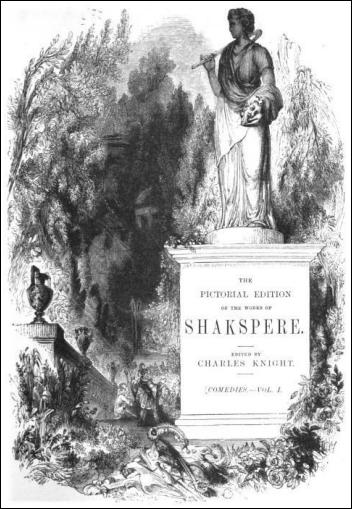
チャールズ・ナイト『絵画的シェイクスピア』1867年版のタイトルページ

1785年、古美術商のジョン・ピンカートンは、ロバート・ヘロンのペンネームで出版した『文学に関する手紙』の中で "Shakspere" の綴りを復活させた 。ハンターは、これはピンカートンがこの綴りが「詩人の手によって記された」正しい署名だと信じたからだと説明している。
しかしピンカートンはこれを広く普及させ、多くの作家がこれを真似するようになった。1788年にはロンドンの出版家ジョン・ベルさえも1788年の戯曲の出版でこの綴りを使った。劇作家に関する影響力のある文献を大量に出版したサミュエル・テイラー・コールリッジは、この "Shakspere" の綴りと "Shakspeare" 綴りの両方を使用した。彼の死後、主要な作品は新しい綴りで出版された。この綴りはラファエル前派による雑誌 The Germ など、19世紀後半にも多くの作家によって好まれ続けていた。
この問題は、広く議論された。『ジェントルマンズ・マガジン』がこの話題を多く取り上げた。1787年には激しい論争があり、1840年には古典研究家のフレデリック・マデンが「シェイクスピア本人が "Shakspere" 書いていたことを証明する新しい写本の証拠がある」と主張して、この綴りを推奨した。英国の作家アイザック・ディズレーリはこの綴りを見て「野蛮な簡略化による衝撃 (barbaric curt shock) を受けた」と非難する手紙を書いた。その後は「シェイクスピア自身の綴り方に従うべきだ」として "Shakspere" を主張するジョン・ブルースと、「名前は教養ある人々の印刷物で綴られている多数派に従うべきだ」として "Shakspeare" を主張するジョン・ウィリアム・バーゴンを中心にして長い論争があった。他にも様々な寄稿者がこの議論に加わっている。19世紀には多くの記事がこの綴りの論争を取り上げ、"Shakspere" の綴りがシェイクスピア自身のものであるという理由で一般に推奨された。エンターテイナー作家のアルバート・リチャード・スミスはこの状況を皮肉り、1851年に雑誌 The Month の中で「この論争を終わらせる新たな資料が見つかった。この資料により、綴りは天候で変わることが明らかになった。晴天の日には"A"が付き、雨天の時には"E"が付く」とジョークを述べている。1879年、『ニューヨーク・タイムズ』はこの論争に関する記事を掲載し、"Shakspere" の流行を批判するジェームズ・ハリウェル＝フィリップスの小冊子を紹介した。
結局19世紀は "Shakspere" の綴りが主流であり、出版者チャールズ・ナイトが出版したThe Pictorial Edition of the Works of Shakspere が人気を博し、19世紀最後の四半世紀のシェイクスピア批評で最も影響力のあったダブリン大学教授のエドワード・ダウデンは Shakspere: a critical study of his mind and art（1875）を出版した。イギリスでは1873年に新シェイクスピア協会 (New Shakspere Society) が設立され、アメリカではフィラデルフィアシェイクスピア協会 (Shakspere Society of Philadelphia) がこの綴りを使った。前者は1894年に解散したが、後者は現在も元の名称で存続している。20世紀初頭から半ばにかけてもこの綴りが一般的で、例えばブランダー・マシューズの『劇作家としてのシェイクスピア』（1913）や、アルウィン・ターラーの『シャクスターからシェリダン』（1922）、トーマス・ホイットフィールド・ボールドウィンの『シェイクスピアの5幕構成』（1947）に見られる。
なお、後の研究者が1784年の『ジェントルマンズ・マガジン』に「シェイクスピアの名前を SHAKSPEREと書く新しい流行」という記述を発見してからは、この綴りは1778年のスティーブンスによる復刻書以降の流行であるとの考えが主流になっていった。

### Shakespeare
"Shakespeare" の綴りは18世紀終わりから19世紀初めに活躍したイギリスの作家アイザック・ディズレーリが『ジェントルマンズ・マガジン』への手紙の中で強く推している。前述した古美術商のジョセフ・ハンターも、この綴りが最も適切だと明言している。ディズレーリは詩に印刷された綴りが作者が選んだものだろうと主張した。また、シェイクスピアの同時代には "shake" と "spear" という言葉が洒落でよく使われていたことからもわかるように、この綴りは正しい発音を表しているとも主張した。ハンターもまた、1845年の書籍の中で、綴りは発音に裏付けられたものにすべきだと主張し、詩を指して「我々は Shakespeare が正しいことを示す異論の余地が無い証拠を持っているではないか」と述べている。
1863年から1866年にかけて、ケンブリッジ大学トリニティ・カレッジのフェローであるウィリアム・ジョージ・クラーク、ジョン・グラバー、ウィリアム・アルディス・ライトが編集した9巻の『ウィリアム・シェイクスピア作品集』(The Works of William Shakespeare)が同大学から出版された。1864年、この本から学術的箇所を除いた関連版が「グローブ版」として発行された。ケンブリッジ大学関係者の書籍ということで、シェイクスピアの作品や関連出版では、すぐに "Shakespeare" という綴りが主流となった。それ以前の出版物でもこの綴りが使われることはあったが、今日 "Shakespeare" の綴りが一般的なのはこの書籍の影響が大きい。

## シェイクスピア別人説との関係

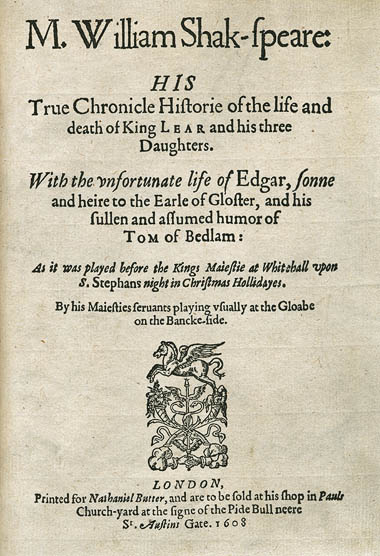
『リア王』のQ1のタイトルページの綴りはハイフンでつながれている

「シェイクスピアに様々な綴りが存在するのは、シェイクスピア作品の真の作者がシェイクスピアとは別人である証拠である」という説もある。
20世紀のイギリス文学史家レジナルド・チャーチル (R.C. Churchill) は「一部の人々は、シェイクスピアを名乗る人物は2人いて、1人は "Shaksper" または "Shakspere" と名乗る俳優で、もう一人はベーコン、ダービー、ラトランドなど真の作者が "Shakespeare" あるいは "Shake-speare" と名乗ったのだ、と信じていた」と語っている。作者、俳優、ストラトフォードの人物の3人が別人だったとする説もあった。
The Shakespeare Claimants の著者H. N. ギブソンは、シェイクスピア作品がベーコンの作だとするいわゆるベーコン派の人々が、シェイクスピア本人を揶揄するためあえて下品で野暮に見える "Shagspur", "Shaxpers" などの綴りを使った場合もあったとしている。
ハイフンを含む綴りが、いわば仮名であると主張する者もいる。当時、有名人の名前をもじった "Master Shoe-tie" や "Sir Luckless Woo-all" などが劇中で登場し、"Tom Tell-truth" のようなペンネームの例もあったからである。しかし現代作家のデービッド・カスマンは、「ハイフンが仮名を表すとは限らず、当時もハイフンの有無と仮名、本名は無関係である。例えば16世紀後半にペンネームつまり仮名で活躍したピューリタン作家のマーティン・マープレリトは、"Mar-prelate" とも書かれることもあるが、多くの場合は "Marprelate" である。一方、マープレリトの作品を出版したロバート・ウォルドグレイブ (Waldegrave) は、ペンネームであるマープレリトを Marprelate とハイフンなしで書いておきながら、自身の本名は Walde-grave とハイフン入りで綴っていることから、当時そのような習慣が無かったことは明らかである」と述べている。